# Lorcières
Lorcières est une commune française située dans le département du Cantal, en région Auvergne-Rhône-Alpes.

## Géographie

### Localisation
La commune de Lorcières est située dans l'est du département du Cantal. Elle est limitrophe de la Lozère et proche de la Haute-Loire.

### Communes limitrophes
Le territoire de la commune est limitrophe de ceux de 4 communes.
Les communes limitrophes sont Chaliers, Clavières, Chaulhac et Julianges.
|                   | Clavières |                    |
| Chaliers          | Lorcières |                    |
| Chaulhac (Lozère) |           | Julianges (Lozère) |

### Hydrographie
Elle est parcourue, d'est en ouest, par les ruisseaux des Planchettes et de la Ribeyre, affluents en rive droite de la Truyère.

### Climat
Pour des articles plus généraux, voir Climat d'Auvergne-Rhône-Alpes et Climat du Cantal.
En 2010, le climat de la commune est de type climat océanique altéré, selon une étude du CNRS s'appuyant sur une série de données couvrant la période 1971-2000. En 2020, Météo-France publie une typologie des climats de la France métropolitaine dans laquelle la commune est exposée à un climat de montagne ou de marges de montagne et est dans la région climatique Sud-est du Massif Central, caractérisée par une pluviométrie annuelle de 1 000 à 1 500 mm, minimale en été, maximale en automne.
Pour la période 1971-2000, la température annuelle moyenne est de 9,2 °C, avec une amplitude thermique annuelle de 15,7 °C. Le cumul annuel moyen de précipitations est de 894 mm, avec 10 jours de précipitations en janvier et 6,5 jours en juillet. Pour la période 1991-2020, la température moyenne annuelle observée sur la station météorologique de Météo-France la plus proche, « Paulhac-en-Margeride_sapc »sur la commune de Paulhac-en-Margeride à 9 km à vol d'oiseau, est de 7,9 °C et le cumul annuel moyen de précipitations est de 1 061,2 mm,. Pour l'avenir, les paramètres climatiques de la commune estimés pour 2050 selon différents scénarios d'émission de gaz à effet de serre sont consultables sur un site dédié publié par Météo-France en novembre 2022.

## Urbanisme

### Typologie
Au 1er janvier 2024, Lorcières est catégorisée commune rurale à habitat très dispersé, selon la nouvelle grille communale de densité à 7 niveaux définie par l'Insee en 2022.
Elle est située hors unité urbaine. Par ailleurs la commune fait partie de l'aire d'attraction de Saint-Flour, dont elle est une commune de la couronne,. Cette aire, qui regroupe 36 communes, est catégorisée dans les aires de moins de 50 000 habitants,.

### Occupation des sols
L'occupation des sols de la commune, telle qu'elle ressort de la base de données européenne d’occupation biophysique des sols Corine Land Cover (CLC), est marquée par l'importance des territoires agricoles (55,3 % en 2018), en augmentation par rapport à 1990 (54,2 %). La répartition détaillée en 2018 est la suivante : 
forêts (43,8 %), prairies (33 %), zones agricoles hétérogènes (22,3 %), milieux à végétation arbustive et/ou herbacée (0,9 %), terres arables (0,1 %). L'évolution de l’occupation des sols de la commune et de ses infrastructures peut être observée sur les différentes représentations cartographiques du territoire : la carte de Cassini (XVIIIe siècle), la carte d'état-major (1820-1866) et les cartes ou photos aériennes de l'IGN pour la période actuelle (1950 à aujourd'hui).

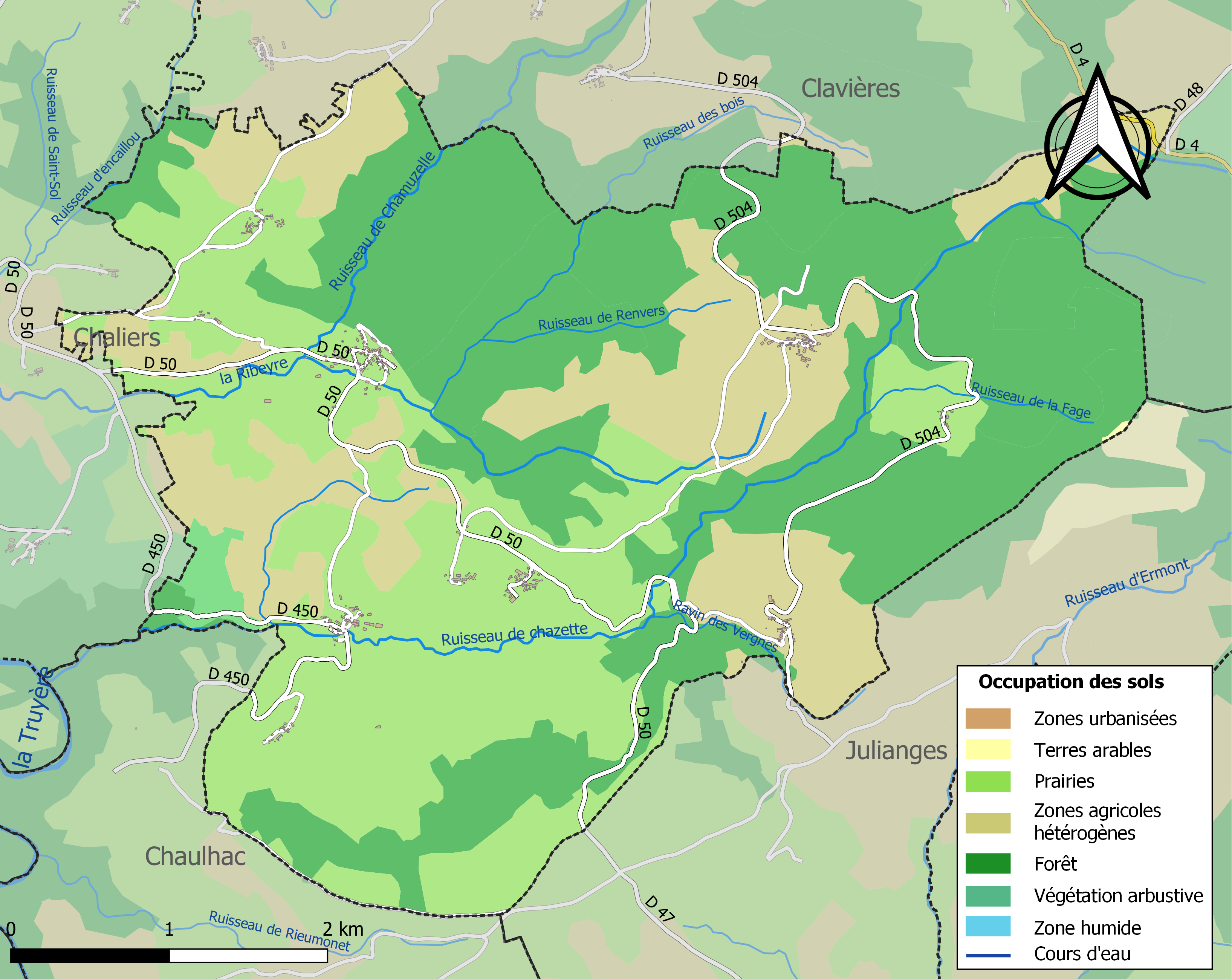
Carte des infrastructures et de l'occupation des sols de la commune en 2018 (CLC).

### Habitat et logement
En 2018, le nombre total de logements dans la commune était de 177, alors qu'il était de 173 en 2013 et de 168 en 2008.
Parmi ces logements, 49,1 % étaient des résidences principales, 37,4 % des résidences secondaires et 13,4 % des logements vacants. Ces logements étaient pour 91,2 % d'entre eux des maisons individuelles et pour 8,8 % des appartements.
Le tableau ci-dessous présente la typologie des logements à Lorcières en 2018 en comparaison avec celle du Cantal et de la France entière. Une caractéristique marquante du parc de logements est ainsi une proportion de résidences secondaires et logements occasionnels (37,4 %) supérieure à celle du département (20,4 %) et à celle de la France entière (9,7 %). Concernant le statut d'occupation de ces logements, 89,5 % des habitants de la commune sont propriétaires de leur logement (88 % en 2013), contre 70,4 % pour le Cantal et 57,5 pour la France entière.
| Typologie                                               | Lorcières | Cantal | France entière |
| ------------------------------------------------------- | --------- | ------ | -------------- |
| Résidences principales (en %)                           | 49,1      | 67,7   | 82,1           |
| Résidences secondaires et logements occasionnels (en %) | 37,4      | 20,4   | 9,7            |
| Logements vacants (en %)                                | 13,4      | 11,9   | 8,2            |

## Toponymie
Formée sur le latin ursus (ours).

## Politique et administration
| Période                                  | Période                    | Identité       | Étiquette | Qualité          |
| ---------------------------------------- | -------------------------- | -------------- | --------- | ---------------- |
| Les données manquantes sont à compléter. |                            |                |           |                  |
| 1977                                     | 1983                       | René Amarger   | SFIO      | Ancien résistant |
|                                          |                            |                |           |                  |
| mars 2001                                | mars 2008                  | Michel Souton  |           |                  |
| mars 2008                                | avril 2014                 | Georges Pichot |           |                  |
| avril 2014                               | En cours (au 28 juin 2020) | Joël Brun      | DVD       | Agriculteur      |

## Population et société

### Démographie

#### Évolution démographique
L'évolution du nombre d'habitants est connue à travers les recensements de la population effectués dans la commune depuis 1793. Pour les communes de moins de 10 000 habitants, une enquête de recensement portant sur toute la population est réalisée tous les cinq ans, les populations de référence des années intermédiaires étant quant à elles estimées par interpolation ou extrapolation. Pour la commune, le premier recensement exhaustif entrant dans le cadre du nouveau dispositif a été réalisé en 2005.

En 2022, la commune comptait 163 habitants, en évolution de −6,86 % par rapport à 2016 (Cantal : −1,08 %, France hors Mayotte : +2,11 %).
| 1793 | 1800 | 1806 | 1821 | 1831 | 1836 | 1841 | 1846 | 1851 |
| ---- | ---- | ---- | ---- | ---- | ---- | ---- | ---- | ---- |
| 701  | 662  | 711  | 742  | 748  | 718  | 684  | 685  | 720  |

| 1856 | 1861 | 1866 | 1872 | 1876 | 1881 | 1886 | 1891 | 1896 |
| ---- | ---- | ---- | ---- | ---- | ---- | ---- | ---- | ---- |
| 721  | 669  | 625  | 602  | 658  | 680  | 605  | 605  | 623  |

| 1901 | 1906 | 1911 | 1921 | 1926 | 1931 | 1936 | 1946 | 1954 |
| ---- | ---- | ---- | ---- | ---- | ---- | ---- | ---- | ---- |
| 595  | 558  | 514  | 501  | 465  | 462  | 440  | 429  | 366  |

| 1962 | 1968 | 1975 | 1982 | 1990 | 1999 | 2005 | 2006 | 2010 |
| ---- | ---- | ---- | ---- | ---- | ---- | ---- | ---- | ---- |
| 385  | 330  | 271  | 259  | 263  | 222  | 211  | 208  | 187  |

| 2015 | 2020 | 2022 | - | - | - | - | - | - |
| ---- | ---- | ---- | - | - | - | - | - | - |
| 175  | 170  | 163  | - | - | - | - | - | - |

#### Pyramide des âges
La population de la commune est relativement âgée. En 2020, le taux de personnes d'un âge inférieur à 30 ans s'élève à 19,5 %, soit un taux inférieur à la moyenne départementale (26,7 %). Le taux de personnes d'un âge supérieur à 60 ans (50,6 %) est supérieur au taux départemental (36,3 %).
En 2020, la commune comptait 92 hommes pour 78 femmes, soit un taux de 54,12 % d'hommes, supérieur au taux départemental (48,84 %).
Les pyramides des âges de la commune et du département s'établissent comme suit :
| Hommes | Classe d’âge | Femmes |
| ------ | ------------ | ------ |
| 2,2    | 90 ou +      | 2,6    |
| 19,6   | 75-89 ans    | 17,9   |
| 27,2   | 60-74 ans    | 32,1   |
| 16,3   | 45-59 ans    | 16,7   |
| 13     | 30-44 ans    | 14,1   |
| 9,8    | 15-29 ans    | 3,8    |
| 12     | 0-14 ans     | 12,8   |

| Hommes | Classe d’âge | Femmes |
| ------ | ------------ | ------ |
| 1,2    | 90 ou +      | 3,1    |
| 10,1   | 75-89 ans    | 13,5   |
| 22,9   | 60-74 ans    | 22,6   |
| 21,8   | 45-59 ans    | 20,5   |
| 16,1   | 30-44 ans    | 15,2   |
| 13,8   | 15-29 ans    | 11,9   |
| 14,2   | 0-14 ans     | 13,3   |

## Culture locale et patrimoine

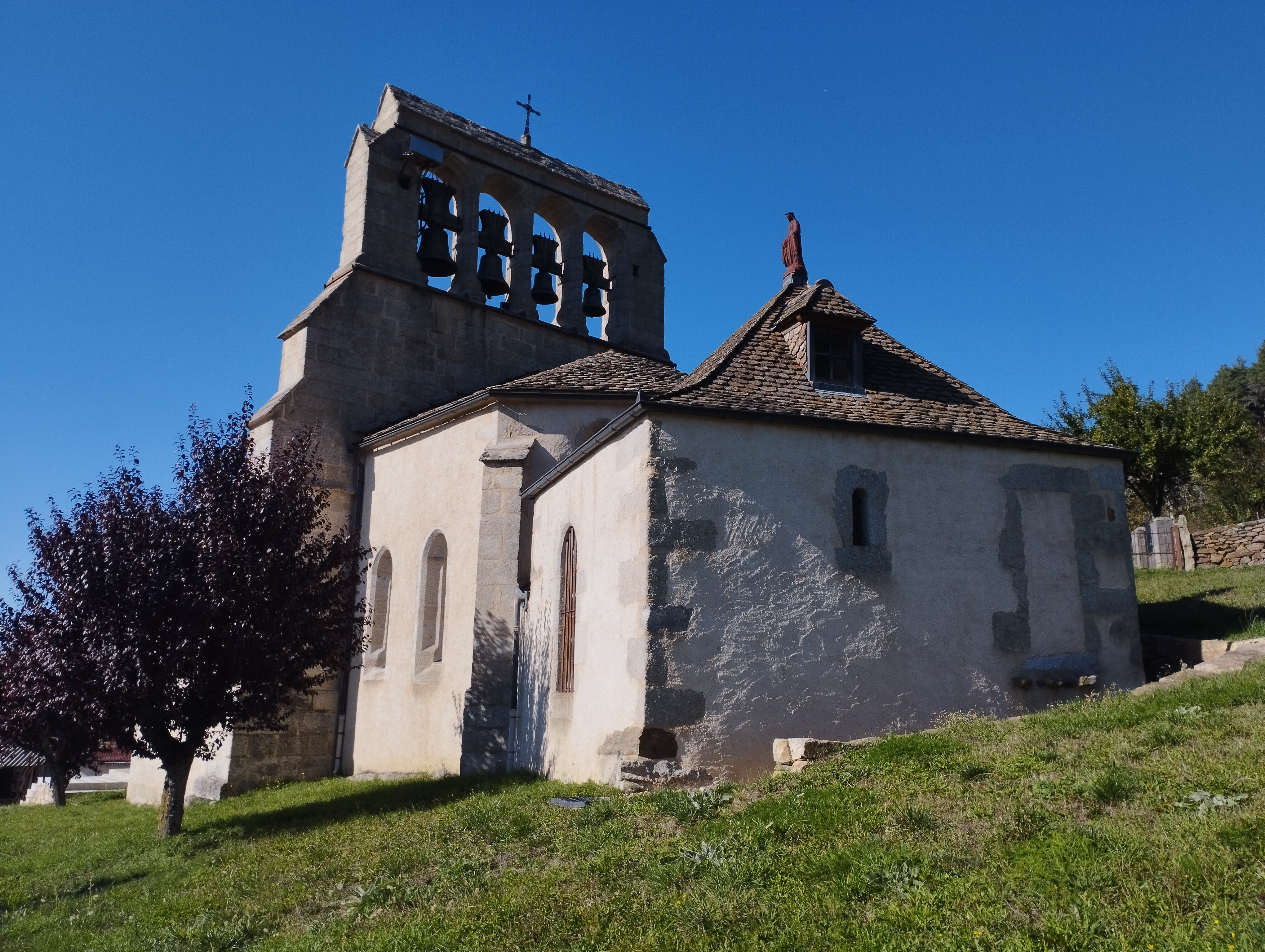
Église Saint-Sébastien de Lorcières.

### Lieux et monuments
- Église Saint-Sébastien de Lorcières, inscrite au titre des monuments historiques par arrêté du 8 février 1986[18].
- Puech Nipalou 1065 mètres.